# Last Look at Eden
Albums de Europe
Secret Society
(2006) Bag of Bones
(2012)
Last Look at Eden est le huitième album studio du groupe Europe sorti en 2009.

## Titres
1. "Prelude"
2. "Last Look at Eden"
3. "Gonna Get Ready"
4. "Catch That Plane"
5. "New Love in Town"
6. "The Beast"
7. "Mojito Girl"
8. "No Stone Unturned"
9. "Only Young Twice"
10. "U Devil U"
11. "Run with the Angels"
12. "In My Time"

### Édition digipak bonus
1. "Yesterday's News" (live)
2. "Wake Up Call" (live)

### Édition Collector's
1. "Sign of the Times" (live)
2. "Start from the Dark" (live)

## Formation
- Joey Tempest – chants, guitare
- John Norum – guitare
- John Levén – basse
- Mic Michaeli – claviers
- Ian Haugland – batterie

### Avec
- Tobias Lindell – producteur
- Vlado Meller – mastering